# 赣南龙属
赣南龙（属名：Gannansaurus，意为“赣南蜥蜴”）是中国南部江西赣州盆地晚白垩世南雄组的一属多孔椎龙类蜥脚下目恐龙。其所知于正模标本GMNH F10001，包括一节几乎完整的背椎和一节中段尾椎。赣南龙由吕君昌、Yi Laiping、Zhong Hui和Wei Xuefang于2013年首次命名，模式种是中国赣南龙（Gannansaurus sinensis）。本属与盘足龙具有一些共同特征，表明它与盘足龙科关系更近，而非其它巨龙形类。